# Acontista eximia
Acontista eximia är en bönsyrseart som beskrevs av Francis Polkinghorne Pascoe 1882. Acontista eximia ingår i släktet Acontista och familjen Acanthopidae. Inga underarter finns listade i Catalogue of Life.